# راسیپورام
راسیپورام (به انگلیسی: Rasipuram) یک منطقهٔ مسکونی در هند است که در بخش نمکل واقع شده‌است. راسیپورام ۸۸٬۵۸۴ نفر جمعیت دارد و ۲۴۶ متر بالاتر از سطح دریا واقع شده‌است.